# 43993 Mariola
43993 Mariola este un asteroid din centura principală de asteroizi.

## Descriere
43993 Mariola este un asteroid din centura principală de asteroizi. A fost descoperit pe 26 iulie 1997 la Sormano de Piero Sicoli și Augusto Testa. Asteroidul prezintă o orbită caracterizată de o semiaxă mare de 2,73 ua, o excentricitate de 0,24 și o înclinație de 11,8° în raport cu ecliptica.